# Drusus alpinus
Drusus alpinus är en nattsländeart som först beskrevs av Meyer-duer 1875.  Drusus alpinus ingår i släktet Drusus och familjen husmasknattsländor. Inga underarter finns listade i Catalogue of Life.